# Microplanus mollis
Espèce
Microplanus mollis est une espèce d'araignées aranéomorphes de la famille des Linyphiidae.

## Distribution
Cette espèce est endémique de Colombie. Elle se rencontre dans les départements de Cundinamarca et de Boyacá.

## Description
Les mâles mesurent de 1,05 à 1,1 mm et la femelle décrite par Miller en 2007 1,0 mm,.

## Publication originale
- Millidge, 1991 : Further linyphiid spiders (Araneae) from South America. Bulletin of the American Museum of Natural History, no 205, p. 1-199 (texte intégral).